# Acelga
A beterraba-branca ou acelga portuguesa (Beta vulgaris var. cicla) é uma hortaliça que apresenta talos longos e firmes e folhas baças ou brilhantes, com coloração verde ou avermelhada.
Contém quantidades consideráveis de niacina, vitamina A e vitamina C, além de ésteres do ácido oxálico, o que pode prejudicar a absorção de cálcio pelos ossos.
Na Argentina, a acelga portuguesa é muito apreciada na culinária, consumida em pizzas, em forma de bolinhos fritos, mas principalmente como ensopado, com batata cortada em pedaços e temperada com alho frito em azeite. [carece de fontes?]
No Oriente (Japão, Coreia do Norte e do Sul e China), é também muito apreciada na culinária, consumida em conservas, sob a forma de tsukemono, com ou sem pimenta mas principalmente com pepino, cenoura e nabo.
Na Bélgica é o ingrediente central da tarte al d'jote, especialidade culinária da cidade de Nivelles, em que os ingredientes do recheio da tarte são acelga portuguesa, queijo fresco e manteiga.
É diferente da  Acelga Verdadeira que é chamada apenas de acelga no Brasil.

## História
Na Antiguidade, a acelga portuguesa costumava ser utilizada pelos romanos, egípcios e gregos. Contudo, ficou mais conhecida na França, durante a Idade Média.

## Uso medicinal
Pode ser aplicada em micoses, cicatrizes e cálculos biliares. Age como antioxidante, auxilia o fígado e é utilizada para o tratamento de doenças circulatórias.